# 1980 في اليابان
فيما يلي قوائم الأحداث التي وقعت خلال عام 1980 في اليابان.

## سياسة

### تعيين في المنصب
- 11 يونيو – ماسايوشي إيتو نائب رئيس وزراء اليابان [الإنجليزية]‏،رئيس وزراء اليابان.
- 17 يوليو – زينكو سوزوكي رئيس وزراء اليابان.

### انتهاء فترة المنصب
- 12 يونيو – ماسايوشي أوهيرا رئيس وزراء اليابان.
- 17 يوليو – ماسايوشي إيتو رئيس وزراء اليابان، نائب رئيس وزراء اليابان [الإنجليزية]‏.

## ظهور
- 1 يناير – سينثبوب
- 1 يناير – مجلة يونغ الأسبوعية
- 14 أكتوبر – بيغ كوميك سبيرايتس مجلة.

## أفلام
من الأفلام التي صدرت هذه السنة في اليابان:
- 1 يناير – كاجيموشا من إخراج أكيرا كوروساوا.

## برامج ومسلسلات وأنمي
- إيكوسان

## مواليد

### يناير
- 1 يناير – نوبويوكي فورو لاعب كرة قدم ياباني.
- 4 يناير – كاناكو تاتينو مؤدّية صوت يابانية.
- 9 يناير – فومي ميزوساوا
- 12 يناير – أكيكو موريجامي لاعبة كرة مضرب يابانية.
- 13 يناير – أكيرا كاجي لاعب كرة قدم ياباني.
- 14 يناير – يوكو كايدا
- 21 يناير – نانا ميزوكي مغنية يابانية.
- 26 يناير – ساناي كوباياشي مؤدّية صوت يابانية.
- 28 يناير – ياسوهيتو إندو لاعب كرة قدم ياباني.
- 29 يناير – تاكيفومي ساكاتا

### فبراير
- 4 فبراير – كنتارو يابوكي مانغاكا ياباني.
- 4 فبراير – كوسوكه سود لاعب كرة قدم ياباني.
- 5 فبراير – شينيا تانايوي لاعب كرة قدم ياباني.
- 6 فبراير – ماميكو نوتو
- 13 فبراير – تاكويا ميكامي لاعب كرة قدم ياباني.
- 14 فبراير – ساتوشي يوكوياما لاعب كرة قدم ياباني.
- 14 فبراير – شوغو كاواهارا لاعب كرة قدم ياباني.
- 14 فبراير – شينسوكي ناكامورا
- 17 فبراير – أيا إندو مؤدّية صوت يابانية.
- 20 فبراير – يويتشي ناكامورا
- 26 فبراير – تشيهيرو ماتو لاعب كرة قدم ياباني.

### مارس
- 7 مارس – هيديو أوشيما لاعب كرة قدم ياباني.
- 8 مارس – كازويوكي أوكيتسو مؤدّي صوت ياباني.
- 9 مارس – تيتسويا أوكوب لاعب كرة قدم ياباني.
- 14 مارس – مونيتاكا أوكي ممثل ياباني.
- 17 مارس – كازو هونما لاعب كرة قدم ياباني.
- 19 مارس – ميكوني شيموكاوا كاتبة ومغنية بوب يابانية.
- 21 مارس – تاكيشي تيرادا لاعب كرة قدم ياباني.
- 31 مارس – تاإيشي إندو لاعب كرة قدم ياباني.
- 31 مارس – مايا ساكاموتو

### أبريل
- 2 أبريل – كينجي كاكياما لاعب كرة قدم ياباني.
- 5 أبريل – تاكوما سوكنو لاعب كرة قدم ياباني.
- 6 أبريل – توموكي هيداكا لاعب كرة قدم ياباني.
- 6 أبريل – ساتشيأو يوشيد لاعب كرة قدم ياباني.
- 7 أبريل – ماساتو ياماساكي لاعب كرة قدم ياباني.
- 10 أبريل – كازويا إيو لاعب كرة قدم ياباني.
- 11 أبريل – كيجي تامادا لاعب كرة قدم ياباني.
- 16 أبريل – كويتشي هيرونو لاعب كرة قدم ياباني.
- 17 أبريل – كيسوكي موري لاعب كرة قدم ياباني.
- 18 أبريل – هيرويوكي كوباياشي لاعب كرة قدم ياباني.
- 19 أبريل – كوهي هيراماتسو لاعب كرة قدم ياباني.
- 21 أبريل – كاتسورا هوشينو مانغاكا يابانية.
- 21 أبريل – هيرو شيمونو
- 23 أبريل – كيجي تاكيشي لاعب كرة قدم ياباني.
- 23 أبريل – هيروشي أوتسوكي لاعب كرة قدم ياباني.
- 25 أبريل – تسويوشي تانيكاوا لاعب كرة قدم ياباني.
- 25 أبريل – ريكا موريناغا
- 27 أبريل – توموهيرو وانامي لاعب كرة قدم ياباني.
- 29 أبريل – تاتسوهيرو نيشيموتو لاعب كرة قدم ياباني.
- 30 أبريل – هيتوشي ماتسوشيما لاعب كرة قدم ياباني.

### مايو
- 2 مايو – ييوزو وادا لاعب كرة قدم ياباني.
- 4 مايو – ماساشي أوغورو لاعب كرة قدم ياباني.
- 5 مايو – كوجي ماتسورا لاعب كرة قدم ياباني.
- 6 مايو – كينتا ناماجري لاعب كرة قدم ياباني.
- 7 مايو – نورياكي سانينوبو لاعب كرة قدم ياباني.
- 8 مايو – تاكانوري هوشينو
- 8 مايو – شينيا توميتا لاعب كرة قدم ياباني.
- 9 مايو – نوريهيرو نيشي لاعب كرة قدم ياباني.
- 11 مايو – دإيسوكي نيتتا لاعب كرة قدم ياباني.
- 11 مايو – شوهي كامارا لاعب كرة قدم ياباني.
- 11 مايو – كوهي ياماميتشي لاعب كرة قدم ياباني.
- 13 مايو – كنساكو آبي لاعب كرة قدم ياباني.
- 14 مايو – دايسوكي إيتشيكاوا لاعب كرة قدم ياباني.
- 16 مايو – أكيمي ساتو مؤدّية صوت يابانية.
- 17 مايو – موتوكي إيماكوا لاعب كرة قدم ياباني.
- 20 مايو – إيبإي ساك لاعب كرة قدم ياباني.
- 22 مايو – ياسوهيرو توميناجا لاعب كرة قدم ياباني.
- 22 مايو – يوكي تاكابابياشي لاعب كرة قدم ياباني.
- 23 مايو – توشيهيسا كوزوهارا متسابق دراجات نارية ياباني.
- 26 مايو – يويتشي ميزوتاني لاعب كرة قدم ياباني.
- 27 مايو – سيجي كانيكو لاعب كرة قدم ياباني.
- 29 مايو – توشيهيرو ياواتا لاعب كرة قدم ياباني.
- 29 مايو – ميكاكو تاكاهاشي

### يونيو
- 1 يونيو – ميتسورو تشيوتادا لاعب كرة قدم ياباني.
- 2 يونيو – كينتارو سوزوكي لاعب كرة قدم ياباني.
- 9 يونيو – كانا أويدا
- 10 يونيو – ماكيتو نيشيهارا لاعب كرة قدم ياباني.
- 11 يونيو – ميكي ميزواسا
- 11 يونيو – ياسوهيرو كامارا لاعب كرة قدم ياباني.
- 15 يونيو – ياسوتاكا كوباياشي لاعب كرة قدم ياباني.
- 18 يونيو – ناوكي إيمايا لاعب كرة قدم أسترالي.
- 21 يونيو – أراتا كاساكي لاعب كرة قدم ياباني.
- 23 يونيو – ماساكي سايتو لاعب كرة قدم ياباني.
- 24 يونيو – جونيتشي كاوامورا لاعب كرة قدم ياباني.
- 26 يونيو – هيديمي ياماموتو لاعب كرة قدم ياباني.
- 27 يونيو – تاكاهيرو فوتاجاوا لاعب كرة قدم ياباني.
- 28 يونيو – جنيتشي تاكاهاشي لاعب كرة قدم ياباني.

### يوليو
- 3 يوليو – ج ناكاجما لاعب كرة قدم ياباني.
- 3 يوليو – مانابو إكيدا لاعب كرة قدم ياباني.
- 4 يوليو – ساتومي أراي مؤدّية صوت يابانية.
- 5 يوليو – يوشيرو آبي لاعب كرة قدم ياباني.
- 8 يوليو – أتسوشي ياماغوتشي لاعب كرة قدم ياباني.
- 9 يوليو – تاكويا شيهارا لاعب كرة قدم ياباني.
- 9 يوليو – تومويوكي يوشينو لاعب كرة قدم ياباني.
- 18 يوليو – ريوكو هيروسويه ممثلة يابانية.
- 19 يوليو – أتسوشي تيروي لاعب كرة قدم ياباني.
- 19 يوليو – يوجي مياهارا لاعب كرة قدم ياباني.
- 24 يوليو – يسوكي موري لاعب كرة قدم ياباني.
- 25 يوليو – أراتا سوجياما لاعب كرة قدم ياباني.
- 26 يوليو – دايسوكي أساهي لاعب كرة قدم ياباني.
- 28 يوليو – تاتسيا كاتو ملحن ياباني.

### أغسطس
- 1 أغسطس – يوايتشي موري لاعب كرة قدم ياباني.
- 7 أغسطس – سيتشيرو ماكي لاعب كرة قدم ياباني.
- 11 أغسطس – تاكاشي راكوياما لاعب كرة قدم ياباني.
- 16 أغسطس – تاكاهيرو إينوي لاعب كرة قدم ياباني.
- 24 أغسطس – ريوسوكي نيموتو لاعب كرة قدم ياباني.
- 24 أغسطس – ريوهي كوايكي لاعب كرة قدم ياباني.
- 28 أغسطس – يوكو غوتو مؤدّية صوت يابانية.
- 29 أغسطس – دايسوكي سايتو لاعب كرة قدم ياباني.
- 29 أغسطس – دايكي فوكاكوا لاعب كرة قدم ياباني.

### سبتمبر
- 2 سبتمبر – نوريتا أوتشيأإي لاعب كرة قدم ياباني.
- 4 سبتمبر – ماساتوشي ماتسودا لاعب كرة قدم ياباني.
- 8 سبتمبر – جون كوكوبو لاعب كرة قدم ياباني.
- 8 سبتمبر – ماي كادواكي
- 12 سبتمبر – هيرويوكي ساوانو ملحن ياباني.
- 13 سبتمبر – توموهيد ناكازوا لاعب كرة قدم ياباني.
- 13 سبتمبر – ماساكي فوكا لاعب كرة قدم ياباني.
- 18 سبتمبر – واتارو يامازاكي لاعب كرة قدم ياباني.
- 19 سبتمبر – شينيا كاتو لاعب كرة قدم ياباني.
- 25 سبتمبر – ماكوتو واتانابي لاعب كرة قدم ياباني.
- 26 سبتمبر – كازوكي جاناها لاعب كرة قدم ياباني.
- 29 سبتمبر – يوتاكا تاكاهاشي لاعب كرة قدم ياباني.
- 30 سبتمبر – أريسا أوغاساوارا
- 30 سبتمبر – هيديهيتو شيراأ لاعب كرة قدم ياباني.

### أكتوبر
- 3 أكتوبر – تسوتومو فوجهارا لاعب كرة قدم ياباني.
- 4 أكتوبر – تاكوما تسودا لاعب كرة قدم ياباني.
- 4 أكتوبر – موتوكي تاكاغي
- 5 أكتوبر – كينتارو يوشيدا لاعب كرة قدم ياباني.
- 11 أكتوبر – توموكازو سوغيتا مؤدّي صوت ياباني.
- 14 أكتوبر – تاكينوري هاياشي لاعب كرة قدم ياباني.
- 18 أكتوبر – توشيياسو تاكاهارا لاعب كرة قدم ياباني.
- 29 أكتوبر – هاياتو يانو لاعب كرة قدم ياباني.
- 30 أكتوبر – ريتش ألفاريز لاعب كرة سلة فلبيني.
- 31 أكتوبر – ساماير أرمسترونج ممثلة أمريكية.
- 31 أكتوبر – كينغو ناكامورا لاعب كرة قدم ياباني.

### نوفمبر
- 4 نوفمبر – يوكي إيشيدا لاعب كرة قدم ياباني.
- 7 نوفمبر – تاتسويا فوروهاشي لاعب كرة قدم ياباني.
- 8 نوفمبر – شينتارو هارادا لاعب كرة قدم ياباني.
- 11 نوفمبر – يوكي هياما لاعب كرة قدم ياباني.
- 12 نوفمبر – ريوتا ماتسوشيما لاعب كرة قدم ياباني.
- 17 نوفمبر – كييتا إيسوزاكي لاعب كرة قدم ياباني.
- 18 نوفمبر – مينوري تشيهارا
- 21 نوفمبر – كازوميتشي تاكاجي لاعب كرة قدم ياباني.
- 23 نوفمبر – كوهي كونو ملاكم ياباني.
- 26 نوفمبر – أونو ساتوشي

### ديسمبر
- 1 ديسمبر – يو كاوامورا لاعب كرة قدم ياباني.
- 1 ديسمبر – يوهي نيشيبيه لاعب كرة قدم ياباني.
- 3 ديسمبر – ميتسو دان
- 5 ديسمبر – شيزوكا إيتو
- 6 ديسمبر – تاكهيرو أوتاني لاعب كرة قدم ياباني.
- 10 ديسمبر – دايسوكي هوشي لاعب كرة قدم ياباني.
- 13 ديسمبر – شونجيكو ناكامورا مانغاكا يابانية.
- 16 ديسمبر – هوزمي هاسيغاوا ملاكم ياباني.
- 18 ديسمبر – تومي شيمومورا لاعب كرة قدم ياباني.
- 31 ديسمبر – يوكي هاياشي

## وفيات

### أبريل
- 10 أبريل – يوشيو كوباياشي (مواليد 1902) ثيولوجي ياباني.

### مايو
- 1 مايو – فوميو غوتو (مواليد 1884) سياسي ياباني.

### يونيو
- 12 يونيو – ماسايوشي أوهيرا (مواليد 1910) سياسي ياباني.
- 24 يونيو – توكوجي هاياكاوا (مواليد 1893)

### يوليو
- 1 يوليو – تاداو تاكاياما (مواليد 1904) لاعب كرة قدم ياباني.

### أكتوبر
- 6 أكتوبر – شيجيمارو تاكيونكوشي (مواليد 1906) لاعبو كرة قدم يابانيون.